# Theben (Ägypten)
Theben, im Alten Ägypten als Waset, Niut oder Niut-reset bekannt, war eine bedeutende Stadt am Nil in Oberägypten. Von den Griechen wurde sie als Thēbai bezeichnet, während die Römer sie Thebae oder Diospolis Magna nannten. Heute befindet sich an der Stelle des antiken Theben die moderne Stadt Luxor, die ein wichtiges touristisches Zentrum Ägyptens darstellt.

## Geographie und Ausdehnung
Theben erstreckte sich auf beiden Seiten des Nils und gliederte sich in Theben-Ost und Theben-West. Die Stadt lag in einer Schwemmebene, die durch künstliche Aufschüttungen und Deichanlagen vor den Nilfluten geschützt wurde. Das Stadtgebiet umfasste spätestens seit dem Neuen Reich beide Nilufer.
Daneben existierte als weiterer Ort das nördliche „unterägyptische Theben“ in Tell el-Balamun.

## Etymologie
Homer nannte es das hunderttorige Theben in seiner Ilias (9. Gesang, V. 3. Gesang); das griechische Theben in Böotien nannte er dagegen siebentorig in der Odyssee (11. Gesang, V. 2. Gesang).
Von den Griechen der Ptolemäerzeit ist der Name Θῆβαι Thēbai (Theben) überliefert, aber auch die Bezeichnung Διὸς Πόλις Μεγάλη Diòs Pólis Megálē ‚große Stadt des Zeus‘, woraus in der Zeit des Römischen Reiches die Benennungen Thebae beziehungsweise Diospolis Magna abgeleitet wurden.

## Geschichte

### Frühzeit bis Mittleres Reich

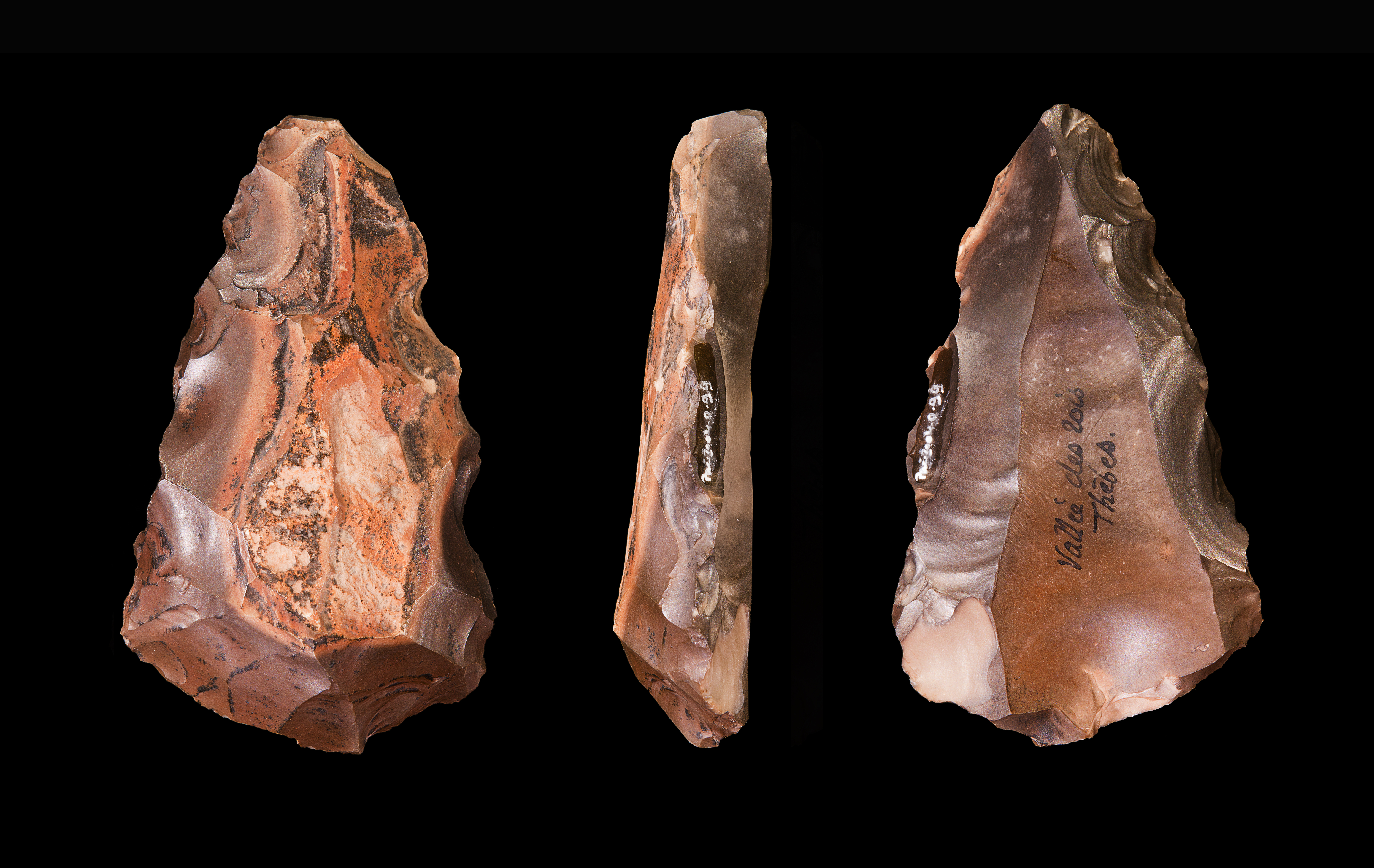
Feuersteinkern aus dem Tal der Könige, Mittelpaläolithikum (Muséum d’histoire naturelle de la ville de Toulouse)

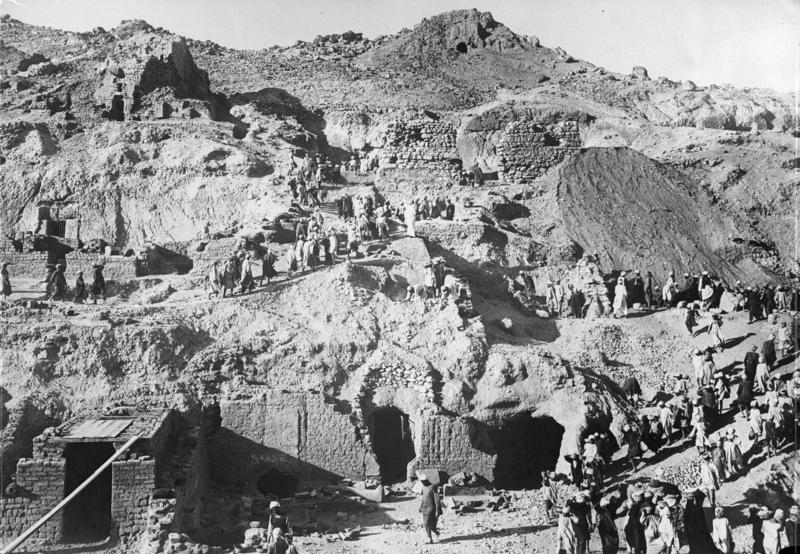
Ausgrabungen in Theben, 1932

Das Gebiet von Theben wurde mindestens seit der mittleren Altsteinzeit von Menschen besiedelt. Die Gründung Thebens ist nicht überliefert. In die 4. Dynastie datieren zwei große Mastabas, die man in el-Tarif (Theben-West) ausgrub. An das Ende des Alten Reiches datieren einige dekorierte Felsengräber, die immerhin belegen, dass Theben schon in dieser Zeit besiedelt und wohl eine, wenn vielleicht eher kleine, Stadt war.
In die Geschichte tritt die Stadt erst mit der 11. Dynastie (2119 v. Chr.) ein. In dieser Zeit entwickelte sich Theben zur Hauptstadt des Landes. In el-Tarif finden sich die Gräber der frühen und in Deir el-Bahari die der späten 11. Dynastie. Obwohl zu Beginn der 12. Dynastie die Hauptstadt in den Norden verlegt wurde, blieb Theben eine bedeutende Stadt. Sesostris I. erweiterte den dortigen Tempel des Amun. Ausgrabungen haben gezeigt, dass die Stadt des Mittleren Reiches planmäßig in einem Schachbrettmuster angelegt worden ist und wohl damals schon ca. zwei Quadratkilometer umfasste.
In der 13. Dynastie gewann die Stadt weiter an Bedeutung. Der Hof scheint hier immer häufiger residiert zu haben. Es gibt zahlreiche Stiftungen von Statuen an den Amun-Tempel. Theben wurde in der weiteren Zweiten Zwischenzeit wieder Hauptstadt, nachdem der Norden des Landes von den Hyksos regiert wurde. Nach der Vertreibung der Hyksos und mit der Wiederherstellung der unter ihnen zerstörten Tempel, also unter der 18. Dynastie, entstanden die außerordentlichen Bauten, die, im Lauf der folgenden elf Jahrhunderte verschönert, vergrößert und vermehrt, die Stadt zum Wunder der Alten Welt erhoben haben.

### Neues Reich und Dritte Zwischenzeit
Theben blieb zwar in der frühen 18. Dynastie eine wichtige Königsresidenz, Hauptkultort und auch Hauptnekropole des Landes, die eigentliche Verwaltungszentrale Ägyptens scheint sich aber schon früh wieder nördlich nach Memphis verlagert zu haben. Insbesondere nach der Regierungszeit Echnatons blieb die Stadt nur noch Hauptkultort des Landes und königliche Nekropole. Unter Tutanchamun zog der Hof endgültig nach Memphis. Doch konnte die aufstrebende, in ihrer nationalen Bedeutung keineswegs geschwächte thebanische Priesterschaft der Stadt während der Dritten Zwischenzeit zu nie geahntem Reichtum und Glanz verhelfen.

### Spätzeit und Niedergang
652 v. Chr. verwüsteten die Assyrer unter Assurbanipal die Stadt und deren Heiligtümer. Die Bibel verweist an mehreren Stellen auf diese und spätere Zerstörungen (Hes 30,14ff ; Jer 46,25 ; Nah 3,8 ). Dort wird die Stadt Amon, beziehungsweise No-Amon genannt. Aus hebräischer Sicht wird damit die Bedeutung des Amun-Tempels in Theben unterstrichen. Auch unter den Persern soll Theben stark gelitten haben und hat nie wieder zu seiner alten Bedeutung zurückfinden können. Die Verlegung der Residenz unter den letzten Dynastien nach den Städten des Nildeltas und der Aufschwung Alexandrias unter den Ptolemäern entzogen ihr die Lebenskraft. 84 v. Chr. brachte die Empörung gegen Ptolemaios IX. der Stadt schließlich den Untergang. Verbittert durch ihren dreijährigen Widerstand, zerstörte sie der König nach seinem Sieg über die Verteidiger, indem er Theben niederbrannte, sodass später Strabon hier nur einige ärmliche Ortschaften um die vier Haupttempel gruppiert fand. Die Stadt scheint sich aber recht schnell wieder erholt zu haben und blieb auch in römischer Zeit von einiger Bedeutung, obwohl sie ihre Bedeutung als Verwaltungssitz verlor. Sie wurde nun als „Diospolis magna“ bezeichnet. Nahe dem Luxortempel wurde eine Einheit römischer Soldaten stationiert. Am Ende des dritten Jahrhunderts wurde sie sogar für eine gewisse Zeit Hauptstadt der neu eingerichteten Provinz Thebais Superior. Der Luxortempel wurde in ein Legionslager umgebaut.
Herodot berichtet, dass eine Schiffspassage auf dem Nil von Theben bis Heliopolis neun Tage dauere und eine Strecke von 4.860 Stadien beziehungsweise 81 Schoinen (etwa 900 Kilometer) beinhalte; von Theben nach Elephantine benötige man per Schiff drei Tage für die Strecke von 1.800 Stadien beziehungsweise 30 Schoinen (etwa 330 Kilometer). Für die Distanz von Theben bis zur Mittelmeerküste nennt Herodot eine Entfernung von 6.120 Stadien beziehungsweise 102 Schoinen (etwa 1.130 Kilometer).

### Moderne
An der Stelle Thebens war zu Ende des 19. Jahrhunderts nur noch ein ausgedehntes Ruinenfeld zu beiden Seiten des Nils vorhanden.
Im 20. Jahrhundert errichtete das Deutsche Archäologische Institut Kairo mit dem Deutschen Haus ein Gästehaus für Archäologen.

## Bedeutung

### Religiöses Zentrum
Theben entwickelte sich zum bedeutendsten religiösen Zentrum des Alten Ägypten, insbesondere als Hauptkultort des Gottes Amun. Der Aufstieg Thebens zur Hauptstadt während des Mittleren Reiches führte zu einer wachsenden Bedeutung der thebanischen Tempel und ihrer Kulte.
Der Kult des Amun, der als „der Verborgene“ galt und später mit dem Sonnengott als Amun-Re verehrt wurde, entwickelte sich zum wichtigsten Reichskult. Der Tempelkomplex von Karnak, der Amun gewidmet war, wuchs im Laufe der Zeit zu einer gigantischen Tempelstadt heran und wurde zum bedeutendsten Heiligtum Ägyptens.
Theben war für seine großen religiösen Feste und Götterprozessionen bekannt. Diese Feste waren von großen Festzügen geprägt, bei denen die Statuen der Götter, insbesondere die des Amun, von Heiligtum zu Heiligtum getragen wurden. Der Tempel von Karnak war über Prozessionswege mit dem Tempel von Luxor und den Totentempeln der Könige in West-Theben verbunden.

### Politische Bedeutung
Die religiöse Bedeutung Thebens ging einher mit seiner politischen Macht. Der Amun-Tempel blieb auch während der 25. Dynastie und der Spätzeit ein wichtiges politisches Zentrum in Oberägypten. In der Dritten Zwischenzeit und während der Spätzeit übten die Hohenpriester des Amun zusammen mit den Gottesgemahlinnen des Amun die größte Macht in Oberägypten aus.

## Archäologische Stätten und Monumente
Heute bezeichnet Theben häufig nur noch das Gebiet auf der westlichen Nilseite, also Theben-West. Luxor schließt gelegentlich den Ort Karnak mit ein und wird synonym zu Theben-Ost verwendet.

### Theben-Ost (Östliches Nilufer)

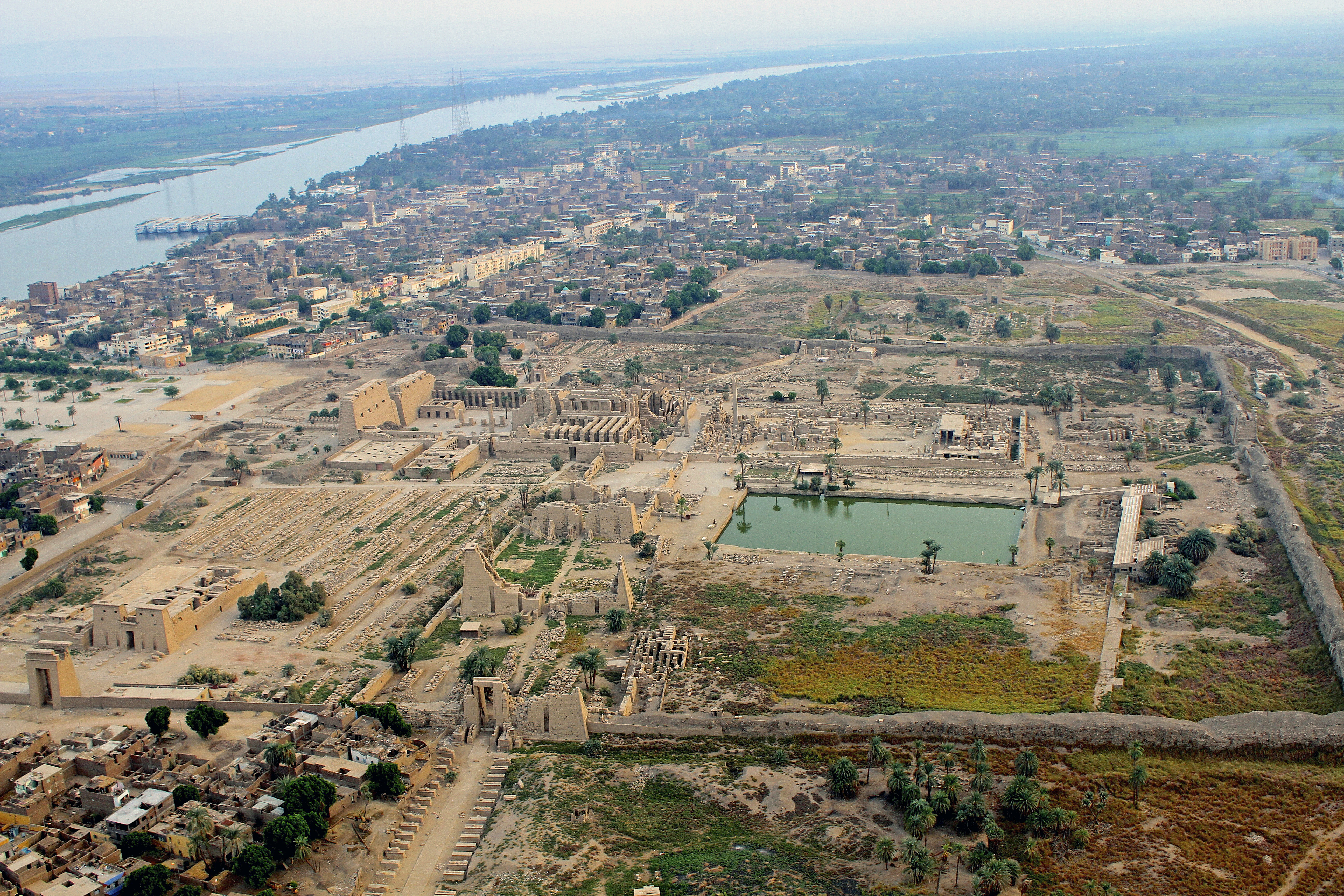
Luftbild Karnak-Tempel

Der Karnak-Tempel ist einer der größten und bedeutendsten Tempelkomplexe des Alten Ägypten. Er wurde zwischen 2055 v. Chr. und 100 n. Chr. errichtet und war den Göttern Amun, Mut und Khonsu geweiht. Zu den beeindruckendsten Bereichen gehört der große Säulensaal mit 134 Papyrussäulen.
Der Luxor-Tempel, auch als Ipet-reset bekannt, wurde während des Neuen Reichs (1550 bis 1070 v. Chr.) erbaut. Er war ebenso Amun, Mut und Khonsu gewidmet. Der Tempel spielte eine wichtige Rolle beim jährlichen Opet-Fest und bei der Vergöttlichung des Pharaos.

### Theben-West (Westliches Nilufer)

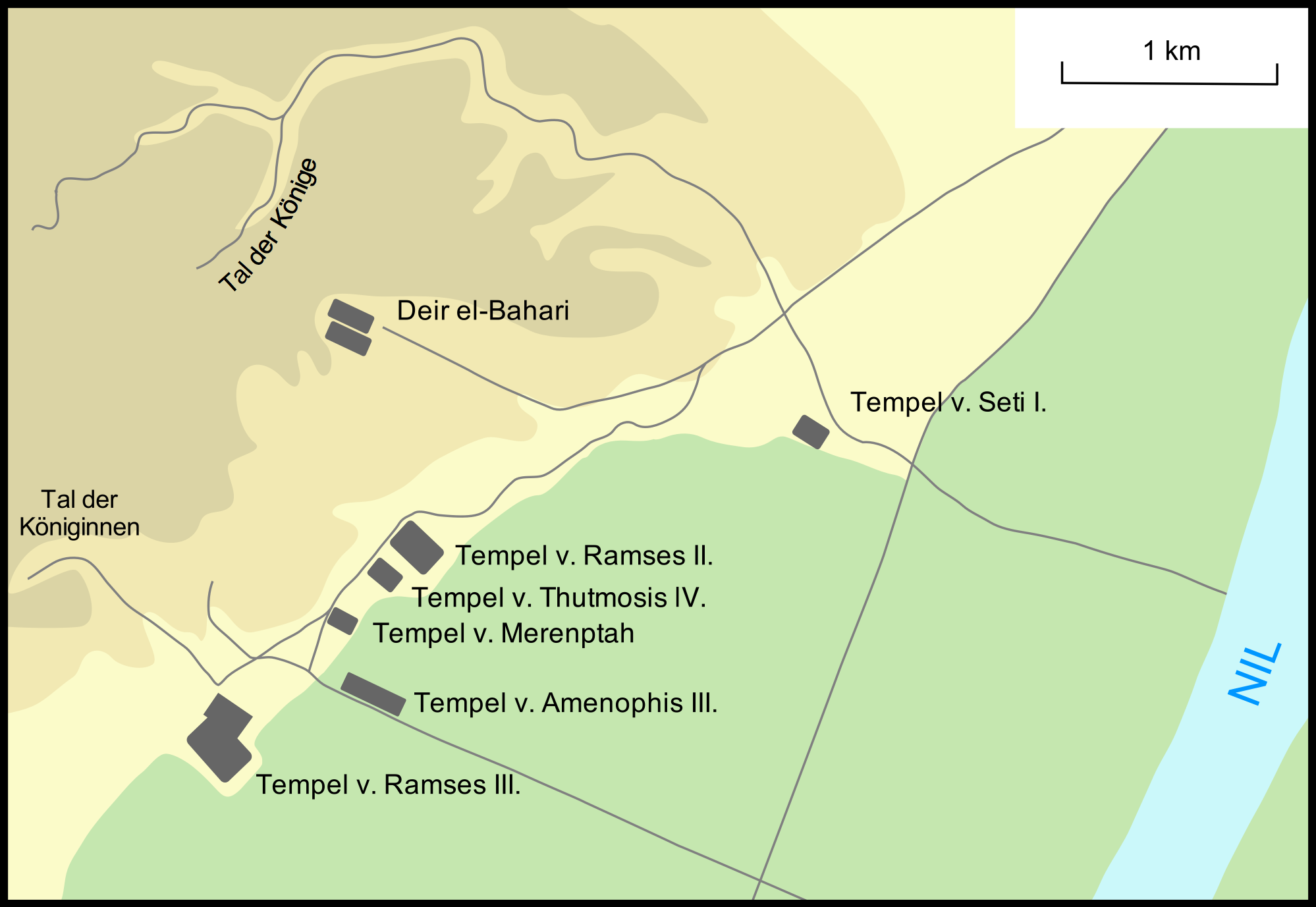
Karte Theben-West

Theben-West bildete eine riesige Nekropole, die verschiedene Bereiche umfasste. Das Tal der Könige (Bibân el-Molûk), in dem die Pharaonen des Neuen Reichs (ca. 1550 bis 1069 v. Chr., 18. bis 20. Dynastie) bestattet wurden, liegt etwa 5 km nordwestlich des Zentrums des heutigen Luxor. Südlich davon befindet sich das Tal der Königinnen (Bibân el-Harîm) mit den Grabstätten von Königinnen und anderer Mitglieder der königlichen Familie, und dazwischen liegen weitere Nekropolen wie Dra Abu el-Naga, el-Chocha, al-Asasif, Deir el-Bahari, Scheich Abd el-Qurna, Qurnet Murrai und das Dorf der Nekropolenarbeiter Deir el-Medina (Dêr el-Medîne) mit den „Gräbern der Noblen“.
Weitere Denkmäler
- Totentempel
  - Medinet Habu mit dem großen Tempel des Ramses III.
  - Ramesseum
  - Deir el-Bahari (Dêr el-bahri): Totentempel der Hatschepsut und des Mentuhotep II.
  - Totentempel des Sethos I. in Qurna (Kurna)
- Memnonkolosse am Totentempel des Amenophis III.

## Weltkulturerbe
Das antike Theben mit seiner Nekropole wurde 1979 in die UNESCO-Liste des Weltkulturerbes aufgenommen. Die Welterbestätte umfasst nahezu alle bedeutenden archäologischen Bereiche auf einer Fläche von 7.390,16 Hektar mit einer Pufferzone von 443,55 Hektar.
Theben wurde aufgrund folgender Kriterien in die Welterbeliste eingetragen:
- Kriterium (i): Architektonische und kulturelle Meisterwerke, die die Höhepunkte altägyptischer Zivilisation und Kunst verkörpern
- Kriterium (iii): Einzigartige Monumente als unvergleichliches Zeugnis der antiken Stadt
- Kriterium (vi): Einzigartiges materielles Zeugnis der ägyptischen Geschichte und wertvolle Informationsquelle über benachbarte Kulturen und Länder

### Überblick
- Eberhard Otto: Topographie des thebanischen Gaues. Akademie-Verlag, Berlin 1952.
- Helen und Nigel Strudwick: Thebes in Egypt. A Guide to the Tombs and Temples of Ancient Luxor. British Museum Press, London 1999, ISBN 0-7141-1918-0.
- Sergio Donadoni: Theben. Heilige Stadt der Pharaonen. Hirmer, München 2000, ISBN 3-7774-8550-0.
- Detlef Franke: Theben und Memphis – Metropolen in Ägypten. In: Michael Jansen, Bernd Roeck (Hrsg.): Entstehung und Entwicklung von Metropolen (= Veröffentlichungen der Interdisziplinären Arbeitsgruppe Stadtkulturforschung. [VIAS] Band 4). Verein der Freunde des Reiff, Aachen 2002, ISBN 3-936971-16-1 (Volltext als PDF).
- Alberto Siliotti: Luxor, Karnak and the Theban Temples. American University in Cairo Press, Kairo / New York 2002, ISBN 977-424-641-1.
- Delia Pemberton, Joann Fletcher: Das goldene Erbe der Pharaonen. Frederking & Thaler, München 2005, ISBN 3-89405-650-9.

### Theben-West
- Dieter Arnold: Die Tempel Ägyptens: Götterwohnungen, Baudenkmäler, Kultstätten. Artemis & Winkler, Zürich 1992, ISBN 3-86047-215-1, S. 132–153.
- Richard H. Wilkinson: Die Welt der Tempel im alten Ägypten. Wissenschaftliche Buchgesellschaft, Darmstadt 2005, ISBN 3-534-18652-4, S. 172–199.